# Clan Bár-Kalán
Pour les articles homonymes, voir Bar et Kalan.
Le clan Bár–Kalán ou Bor–Kalán (hongrois : Bár–Kalán nemzetség) est une ancienne famille magyare issue de Ond, l'un des chefs des sept tribus de l'Honfoglalás. Elle est originaire du comté de Csongrád. La famille Szeri est en issue.

## Personnalités
- Kalán, évêque de Pécs.
- Pósa, comte de la Cour (udvarispán).
- Bánk, bán (XIIIe siècle).
- Szeri Pósa (1306–1352), ispán (comte-suprême) de krassó.
- Balázs (1342–1368), Garde du corps du roi (királyi testőr).
- István (1342–1382), főispán du comté de Krassó.